# Begonia reichenheimii
Begonia reichenheimii là một loài thực vật có hoa trong họ Thu hải đường. Loài này được mô tả khoa học đầu tiên.